# 第三次小泉內閣 (改組)
第三次小泉改組内閣（日语：／ Daisanji Koizumi Kaizō Naikaku */?）是日本眾議院議員、自由民主黨總裁小泉純一郎就任第89任內閣總理大臣（首相）後，自2005年10月31日至2006年9月26日組成的內閣。

## 國務大臣
| 職務                                                     | 姓名 | 姓名       | 所属                           | 特命事項等                                    | 備註           |
| -------------------------------------------------------- | ---- | ---------- | ------------------------------ | --------------------------------------------- | -------------- |
| 內閣總理大臣                                             |      | 小泉純一郎 | 眾議院 自由民主黨              |                                               | 自由民主黨總裁 |
| 總務大臣                                                 |      | 竹中平藏   | 參議院 自由民主黨 （無派閥）   | 郵政民營化擔當                                |                |
| 法務大臣                                                 |      | 杉浦正健   | 眾議院 自由民主黨 （森派）     |                                               |                |
| 外務大臣                                                 |      | 麻生太郎   | 眾議院 自由民主黨 （河野集團） | 內閣總理大臣臨時代理就任順位第3位             |                |
| 財務大臣                                                 |      | 谷垣禎一   | 眾議院 自由民主黨 （谷垣派）   | 內閣總理大臣臨時代理就任順位2位               |                |
| 文部科學大臣                                             |      | 小坂憲次   | 眾議院 自由民主黨 （津島派）   | 國民體育擔當 國立國會圖書館聯絡調整委員會委員 |                |
| 厚生勞動大臣                                             |      | 川崎二郎   | 眾議院 自由民主黨 （谷垣派）   |                                               |                |
| 農林水產大臣                                             |      | 中川昭一   | 眾議院 自由民主黨 （伊吹派）   | 內閣總理大臣臨時代理就任順位5位               |                |
| 經濟產業大臣                                             |      | 二階俊博   | 眾議院 自由民主黨 （二階集團） | 國際博覧會擔當                                |                |
| 國土交通大臣                                             |      | 北側一雄   | 眾議院 公明黨                  | 首都機能轉移 觀光立國擔當                     |                |
| 環境大臣 內閣府特命擔當大臣 （沖繩及北方對策擔當）       |      | 小池百合子 | 眾議院 自由民主黨 （森派）     | 地球環境問題擔當                              |                |
| 內閣官房長官                                             |      | 安倍晉三   | 眾議院 自由民主黨 （森派）     | 內閣總理大臣臨時代理就任順位第1位             |                |
| 國家公安委員會委員長 內閣府特命擔當大臣 （防災擔當）     |      | 沓掛哲男   | 眾議院 自由民主黨 （森派）     | 有事法制擔當                                  |                |
| 防衛廳長官                                               |      | 額賀福志郎 | 眾議院 自由民主黨 （津島派）   |                                               |                |
| 內閣府特命擔當大臣 （金融擔當） （經濟財政政策擔當）     |      | 與謝野馨   | 眾議院 自由民主黨 （無派閥）   | 內閣總理大臣臨時代理就任順位第4位             |                |
| 內閣府特命擔當大臣 （規制改革擔當）                      |      | 中馬弘毅   | 眾議院 自由民主黨 （河野集團） | 行政改革 構造改革特區及地域再生擔當           |                |
| 內閣府特命擔當大臣 （科學技術政策擔當） （食品安全擔當） |      | 松田岩夫   | 眾議院 自由民主黨 （津島派）   | 情報通信技術(IT)擔當                          |                |
| 內閣府特命擔當大臣 （少子化·男女共同參與擔當）           |      | 豬口邦子   | 眾議院 自由民主黨 （無派閥）   |                                               |                |

## 外部連結
- 閣僚名單 （页面存档备份，存于）
- 副大臣名單 （页面存档备份，存于）